# Гутянський заказник (Харківська область)
Гутя́нський зака́зник — ботанічний заказник місцевого значення в Україні. Об'єкт природно-заповідного фонду Харківської області. 
Розташований у межах Богодухівського району Харківської області, між смт Гути і селом Первухинка. 
Площа 134 га. Статус присвоєно згідно з рішенням облвиконкому від 03.12.1984 року № 562. Перебуває у віданні ДП «Гутянське лісове господарство» (Гутянське л-во, кв. 47, 53, 57, 64). 
Статус присвоєно для збереження 4-х окремих частин лісового масиву з цінними насадженнями сосни (у домішку — дуб). Зростають також рідкісні види: сон чорніючий, перстач прямостоячий (калган), костяниця, зимолюбка зонтична й ортилія однобока.